# Kaifu
Kaifu léase Kái-Fú (en chino:开福区, pinyin:Kāifú qū) es un  distrito urbano bajo la administración directa de la ciudad-prefectura de Changsha. Se ubica al este de la provincia de Hunan, sur de la República Popular China. Su área es de 187 km² y su población total para 2014 fue de 595 000 habitantes.

## Administración
El distrito de Kaifu se divide en 16 pueblos que se administran en subdistritos.